# Étang de Saint-Paul
L'étang de Saint-Paul est un étang côtier de l'île de La Réunion, et précisément le plus vaste plan d'eau de ce département d'outre-mer français dans l'océan Indien. Situé sur le territoire communal de Saint-Paul, il se trouve à proximité immédiate du centre-ville, dont il est séparé par la chaussée Royale, et qui le sépare par ailleurs de la baie de Saint-Paul.

## Géographie

### Géographie naturelle
L'étang de Saint-Paul reçoit les eaux de plusieurs cours d'eau, parmi lesquels la ravine Bernica, la ravine Divon et la ravine la Plaine.

### Protection

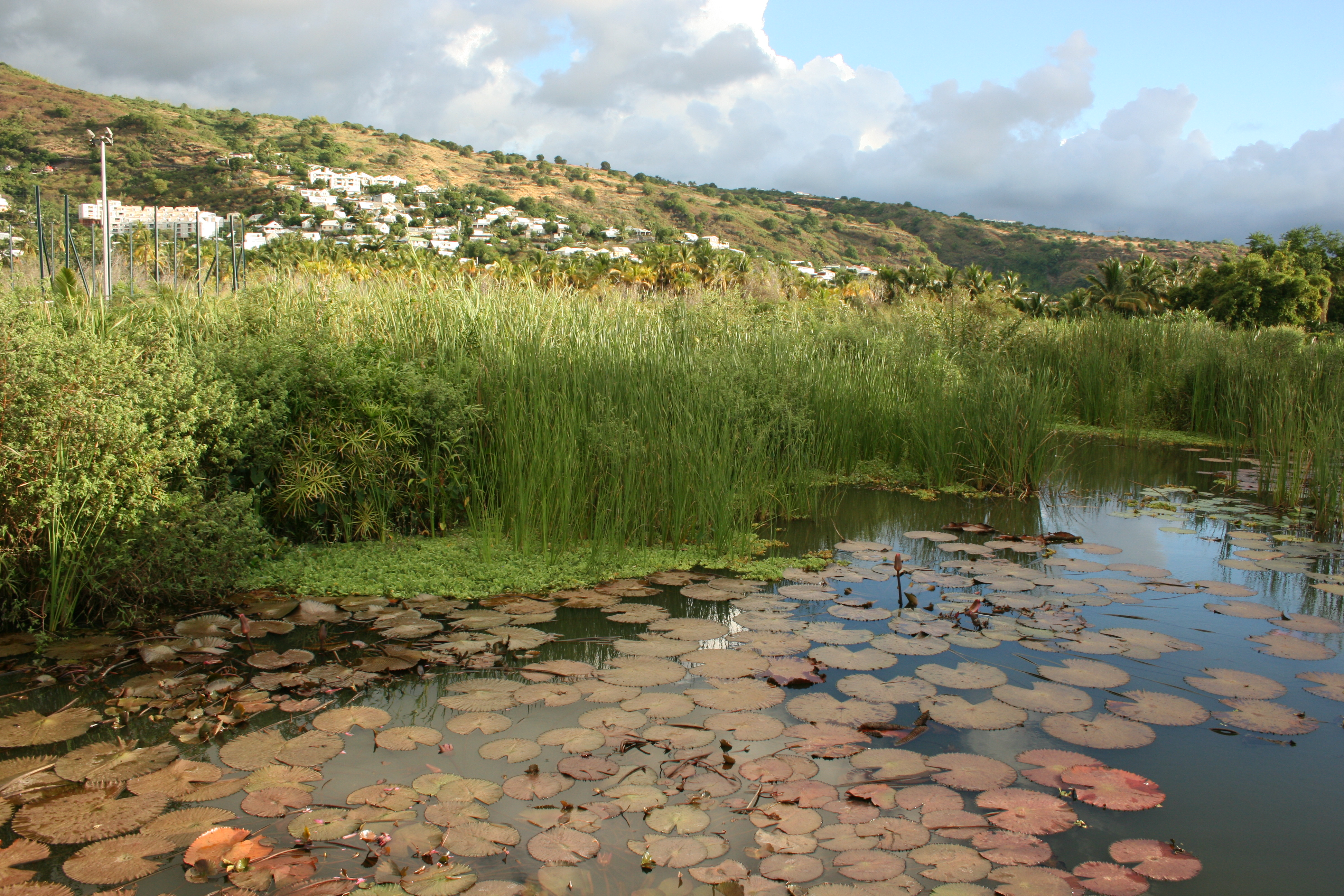
Vue de l'étang de Saint-Paul depuis le pont des Anglais.

D'après la préfecture de La Réunion, l'étang de Saint-Paul constitue une zone humide « unique » car il s'agit de la plus vaste et de la mieux préservée de l'île de La Réunion et de l'archipel des Mascareignes. À ce titre, il s'agit d'un site majeur présentant un intérêt exceptionnel sur les plans floristique et faunistique et clairement nécessaire au maintien des équilibres biologiques originaux.
Dans ce contexte, la réserve naturelle nationale de l'étang de Saint-Paul a été créée par un décret du Premier ministre français François Fillon daté du 2 janvier 2008, « après 8 années de profonde concertation locale et nationale ». Ce classement en réserve naturelle nationale protègera l'étang de l'extension urbaine davantage que son statut de zone naturelle d'intérêt écologique, faunistique et floristique déjà acquis.
Le 20 août 2019, le site obtient le label de zone humide d'importance internationale attribué par la convention de Ramsar.

## Histoire
L'étang de Saint-Paul est un site historique important car connu des premiers visiteurs et habitants de l'île. C'est par exemple à proximité de cet étang que furent débarqués de L'Ours des opposants au chef de la colonie malgache de Fort-Dauphin Étienne de Flacourt le 22 septembre 1654.
L'étang accueillait autrefois des coques d'une certaine taille, en tout cas jusqu'à l'ordonnance émise par le gouverneur de Bourbon Henri de Justamond le 3 janvier 1716. De fait, celle-ci interdit d'y entretenir des embarcations ayant une quille et donc susceptibles d'être mises à la voile, ce que l'historien Prosper Ève interprète comme une mesure en vue d'entraver les tentatives de fuite des esclaves maltraités par la mer, fréquentes à l'époque. Quoi qu'il en soit, cela laisse entendre que l'étang recevait jusqu'alors de telles embarcations.

## Tourisme
Il est possible d'effectuer le tour de l'étang pour atteindre un site pittoresque appelé Tour des Roches, où l'on trouve aujourd'hui un ancien moulin à eau. L'excursion est cependant rendue de plus en plus hasardeuse par l'effondrement des berges, signe de l'expansion du plan d'eau.
Une autre activité prisée des touristes est l'excursion en barque ou kayak au milieu des plantes aquatiques. L'embouchure de l'étang est le seul site où se pratique régulièrement le ski nautique sur l'île. Les responsables sont parfois accusés de favoriser l'érosion des berges à proximité des habitations en créant des vagues artificielles qui les rongent.